# HD 43745
HD 43745，又名BD-22 1364，SAO 171502、HR 2254，是一颗恒星，视星等为6.07，位于銀經230.04，銀緯-17.38，其B1900.0坐标为赤經6h 12m 51.1s，赤緯-22° -17.38′ 18″。